# Недогарковский сельский совет (Кременчугский район)
Недогарковский сельский совет (укр. Недогарківська сільська рада) — входит в состав
Кременчугского района
Полтавской области
Украины.
Административный центр сельского совета находится в 
с. Недогарки.

## Населённые пункты совета
- с. Недогарки
- с. Пановка
- с. Пащеновка
- с. Ракитно-Доновка